# Kajetan Sawczuk

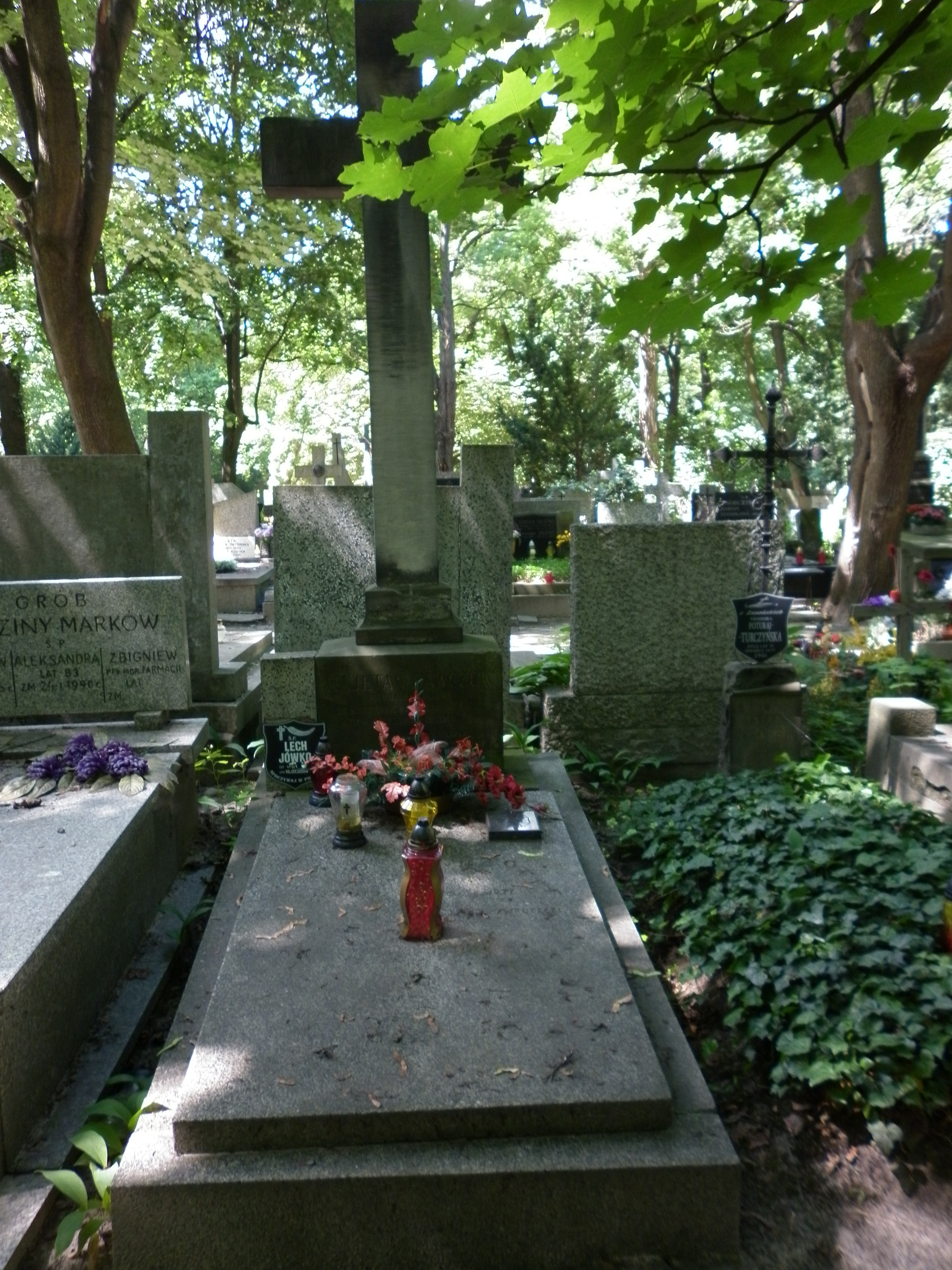
Grób Kajetana Sawczuka na cmentarzu Powązkowskim

Kajetan Sawczuk (ur. 23 sierpnia 1892 w Komarnie, zm. 6 lutego 1917 w Warszawie) – polski poeta i działacz niepodległościowy. 
Mając 17 lat wyjechał do Sokołówka k. Ciechanowa, gdzie ukończył sześciomiesięczny kurs rolniczo-oświatowy. Ucząc się tam wstąpił do Związku Walki Czynnej i zaangażował się w działalność „Zarania”, gdzie poznał malarza Stanisława Bojakowskiego. Swoje utwory publikował w pismach „Zaranie” i „Świt – Młodzi Idą”. Fakt że nie przebywał w Warszawie uratował go przed aresztowaniem i represjami, które dosięgły innych działaczy skupionych wokół Zarania. W tym czasie nastąpił gwałtowny rozwój gruźlicy, na którą młody poeta chorował już wyjeżdżając do Sokołówka. W 1912 znalazł się w sanatorium w Zakopanem, jednak brak środków uniemożliwił kontynuowanie kuracji. W tym samym czasie Irena Kosmowska sfinansowała wydanie pierwszego tomiku wierszy Sawczuka, który nosił tytuł „Pieśni”. Kuracja w Warszawie też nie była możliwa, ponieważ poecie groziło aresztowanie. W 1913 Kajetan Sawczuk powrócił do Komarna i podjął się uczenia dzieci w języku polskim. W 1914 wybuchła I wojna światowa, poeta wstąpił do Polskiej Organizacji Wojskowej, a jego patriotyczne wiersze były drukowane w prasie konspiracyjnej. W 1916 nastąpił nawrót choroby, któremu towarzyszyły krwotoki. Tomasz Nocznicki sprowadził poetę do Warszawy i umieścił w Szpitalu Praskim. Gdy stan zdrowia uległ pogorszeniu Kajetan Sawczuk przeczuwając śmierć spisał testament, którego wykonawcą uczynił Stanisława Bojakowskiego. Zmarł 6 lutego 1917 i spoczął na cmentarzu Powązkowskim (kw. 304 rząd 5, miejsce 17). Wykonanie testamentu przerwała śmierć Stanisława Bojakowskiego i duża część twórczości Kajetana Sawczuka zaginęła, a on sam stał się postacią zapomnianą.

## Życiorys
- Henryk Mierzwiński "Kajetan Sawczuk Podlaski poeta i działacz niepodległościowy (1892-1917)
- Szkoła podstawowa im. Kajetana Sawczuka w Komarnie, o patronie